# Love Is for Suckers
A Love Is for Suckers az amerikai heavy metal zenekar, a Twisted Sister ötödik stúdióalbuma. Az albumot az Atlantic Records nevű stúdió adta ki 1987. július 3.-án.  Ez volt az együttes utolsó albuma a feloszlásuk, majd az azt követő újraegyesülésük és a Still Hungry 2004-es megjelenése előtt. Ez egyben az utolsó albumuk is, amely teljesen új, eredeti anyagból áll.

## Az album dalai
1. Wake Up (The Sleeping Giant) (Dee Snider) – 4:19
2. Hot Love (Dee Snider) – 3:28
3. Love Is for Suckers (Marky Carter, Dee Snider) – 3:25
4. I’m So Hot for You (Dee Snider) – 4:05
5. Tonight (Dee Snider) – 3:51
6. Me and the Boys (Dee Snider) – 3:52
7. One Bad Habit (Dee Snider) – 3:18
8. I Want This Night (To Last Forever) (Mark Tanner, Marty Wagner, Dee Snider) – 4:18
9. You Are All That I Need (Dee Snider) – 4:17
10. Yeah Right (Dee Snider) – 3:14

Bónuszdalok
1. Feel Appeal (Dee Snider) – 3:19
2. Statutory Date (Dee Snider) – 3:11
3. If That’s What You Want (Dee Snider) – 4:25
4. I Will Win (Dee Snider) – 3:29